# Rob Schneider
Rob Schneider (San Francisco, 31 oktober 1963) is een Amerikaans acteur, komiek, scriptschrijver en regisseur. Nadat hij afgestudeerd was, begon hij op te treden in comedyclubs. Om zijn financiën in het groen te houden schreef hij sketches voor bekendere komieken.
In 1990 kwam Rob Schneiders doorbraak. Hij werd opgemerkt door de producer van Saturday Night Live. Hij werd aangenomen vanwege zijn schrijftalent, maar al gauw kreeg Schneider het voor
elkaar om zelf op te treden in Saturday Night Live. Zijn optredens vielen in de smaak bij het publiek en in een klap werd Rob Schneider beroemd.
Hij speelde bijrollen in onder meer Home Alone 2: Lost in New York, The Beverly Hillbillies, Down Periscope en The Hot Chick. Ook speelde hij gigolo Deuce Bigalow in twee films, waarvan het tweede deel grootdeels in Amsterdam werd opgenomen.
Schneider is getrouwd. Hij heeft met zijn huidige (derde) echtgenote een dochter. Met zijn eerste vrouw kreeg hij ook een dochter, zangeres Elle King.

## Filmografie
- 227 televisieserie - Jeremy (afl. House Number, 1989)

Televieserie , house of cards (afl. 340
- Martians Go Home (1990) - voyeuristische marsman
- Coach televisieserie - Leonard Kraleman (Afl., Professor Doolittle, 1990|Leonard Kraleman: All-American, 1991)
- Necessary Roughness (1991) - Chuck Neiderman
- Home Alone 2: Lost in New York (1992) - Cedrick, piccolo in hotel
- Surf Ninjas (1993) - Iggy
- Demolition Man (1993) - Erwin (niet op aftiteling)
- The Beverly Hillbillies (1993) - Woodrow Tyler
- Saturday Night Live (televisieserie) verschillende rollen (83 afl., 1990-1994)
- Judge Dredd (1995) - Herman Ferguson (Fergie)
- Down Periscope (1996) - Martin T. 'Marty' Pascoe
- Seinfeld (televisieserie) - Bob (afl. The Friars Club, 1996)
- The Adventures of Pinocchio (1996) - Volpe
- A Fork in the Tale (computerspel, 1997) - rol onbekend
- Sammy the Screenplay (video, 1997) - de agent
- Men Behaving Badly (televisieserie) - Jamie Coleman (22 afl., 1996-1997)
- Knock Off (1998) - Tommy Hendricks
- Susan's Plan (1998) - Steve
- The Waterboy (1998) - Townie
- Ally McBeal (televisieserie) - Ross Fitzsimmons (afl. Happy Trails, 1998)
- Big Daddy (1999) - Nazo
- Muppets from Space (1999) - tv-producent
- Deuce Bigalow: Male Gigolo (1999) - Deuce Bigalow
- Little Nicky (2000) - Townie
- The Mummy Parody (televisiefilm, 2001) - Imhotep
- The Animal (2001) - Marvin
- Mr. Deeds (2002) - Nazo, Italiaanse bezorger (niet op aftiteling)
- Eight Crazy Nights (2002) - Chinese ober en verteller (Stem)
- The Hot Chick (2002) - Clive Maxtone/Jessica
- The Electric Piper (televisiefilm, 2003) - Rinky-Dink-Dink (stem)
- 50 First Dates (2004) - Ula
- Around the World in 80 Days (2004) - zwerver in San Francisco
- The Longest Yard (2005) - Punky
- Back to Norm (televisiefilm, 2005) - verschillende rollen
- Deuce Bigalow: European Gigolo (2005) - Deuce Bigalow
- Grandma's Boy (2006) - Yuri
- The Benchwarmers (2006) - Gus
- Click (2006) - Prins Habeeboo (niet op aftiteling)
- Shark Bait (2006) - Nerissa (stem)
- Little Man (2006) - Dinosaurus Rex (niet op aftiteling)
- Juliana and the Medicine Fish (2007) - rol onbekend
- I Now Pronounce You Chuck and Larry (2007) - Aziatische dominee (niet op aftiteling)
- The Tonight Show with Jay Leno (televisieserie) - Lindsay Lohan (Episode 24 juli 2007)
- Big Stan (2007) - Stan Minton
- American Crude (2008) - Bill
- You Don't Mess with the Zohan (2008) - Salim
- Bedtime Stories (2008) - Chief Running Mouth/zakkenroller
- Wild Cherry (2009) - Nathan McNicol
- American Virgin (2009) - CurtzMan
- Grown Ups (2010) - Rob Hilliard
- The Ridiculous 6 (film) (2015) -Ramon Lopez Stockburn
- Norm of the North (2016) - Norm (stem)
- Chip Chilla (streamingserie) - Chum Chum Chilla (stem)